# ISO 639
ISO 639 è uno standard internazionale per la classificazione delle lingue naturali e dei gruppi di lingue, e attribuisce loro un codice identificativo univoco. 
Lo scopo dell'ISO 639 è creare un catalogo universalmente riconosciuto di codici convenzionali che vengono univocamente associati alle singole lingue senza ambiguità. Il termine lingua include tutte le forme di comunicazione linguistica tra persone (sono esclusi i linguaggi uomo-macchina), comprendendo lingue estinte o storiche, gruppi linguistici (o macro-lingue), varianti linguistiche, dialetti come anche forme di comunicazione non parlata come la lingua dei segni. 
L'ISO 639 è stato approvato per la prima volta nel 1967, ma si compone di differenti sezioni (numerate da -1 a -6) che sono state pubblicate e aggiornate più volte nel corso degli anni fino al XXI secolo estendendo di volta in volta la precedente versione ISO. Gli standard più comunemente utilizzati sono l'ISO 639-1 e l'ISO 639-3.
I codici identificatori forniti dall'ISO 639 possono essere utilizzati in molti ambiti e applicazioni, ad esempio per indicare in che lingua è scritto un testo o un sito web, per identificare la lingua di provenienza di un termine definito in un dizionario, le lingue gestite da un software, la denominazione di una località ecc. Per questo motivo l'ISO 639 trova largo impiego nel campo dell'informatica, del web design e nella gestione degli archivi bibliografici.

## Caratteristiche dei codici
I codici ISO individuano le seguenti lingue:
- Lingue individuali
- Macro-lingue (parte 3)
- Collezioni di lingue (parte 1, 2, 5)
- Dialetti
- Lingue riservate per uso locale (parte 2, 3)
- Casi speciali (parte 2, 3)

Tipi (per lingue individuali):
- Lingue in uso (parte 2, 3) (tutte le macro-lingue sono lingue in uso)
- Lingue estinte (parte 2, 3)
- Lingue antiche (parte 1, 2, 3)
- Lingue storiche (parte 2, 3)
- Lingue artificiali (parte 2, 3)

Codici bibliografici e terminologici:
- Bibliografie (parte 2)
- Terminologie (parte 2)

## ISO 639-1
- ISO 639-1:2002: Codici per la rappresentazione dei nomi delle lingue -- Parte 1: Alpha-2 code.

Questa sezione utilizza codici di 2 lettere (alpha-2) per identificare le principali lingue (o famiglie di lingue) del pianeta, fornendo un catalogo generale di massima che si compone di 136 elementi.
Si tratta di codici largamente diffusi e utilizzati internazionalmente per riferirsi soprattutto alle principali lingue del mondo (ad esempio: (EN) , (IT) , (DE) , eccetera). Si tratta di lingue che per la maggior parte sono presenti nella letteratura contemporanea.
La versione aggiornata di questo standard è stata pubblicata nel 2002, e l'ultimo codice identificativo aggiunto dopo la pubblicazione risale al 2003.

## ISO 639-2
- ISO 639-2:1998: Codici per la rappresentazione dei nomi delle lingue -- Parte 2: Alpha-3 code.

La catalogazione più generale dell'ISO 639-1 è approfondita nell'ISO 639-2, che utilizza codici di 3 lettere (alpha-3) per consentire un maggior numero di combinazioni possibili e permettere una maggiore differenziazione nel numero e nel tipo di lingue. Oltre alle singole lingue, l'ISO 639-2 fornisce inoltre codici identificativi per le famiglie linguistiche (ad esempio le lingue sino-tibetane o le lingue celtiche) e per le cosiddette macro-lingue, per i dialetti, per lingue estinte, antiche o artificiali. Il termine macro-lingua (in inglese macrolanguage) si riferisce a un oggetto che in certi contesti può per praticità di analisi venire considerato come un'unica lingua, ma che in realtà è un insieme che raccoglie dei sottotipi evoluti (come è il caso del cinese che raccoglie sottotipi eterogenei e distinti come il cantonese, o del pashtu). La catalogazione delle macro-lingue viene perfezionata a partire dal successivo standard ISO 693-3.
L'indice ISO 639-2 comprende 464 codici identificativi.
Questo indice è stato sostanzialmente superato dalla catalogazione ancor più estesa e dettagliata fornita dall'ISO 639-3. Ad eccezione delle famiglie linguistiche (che vengono per la maggior parte recuperate nell'ISO 639-5), infatti tutti gli elementi dell'ISO 639-2 sono stati ricodificati e inseriti nell'ISO 639-3.
Pubblicato per la prima volta nel 1998, è stato aggiornato con nuovi elementi fino al 1999.  

## ISO 639-3
- ISO 639-3:2007: Codici per la rappresentazione dei nomi delle lingue -- Parte 3: Alpha-3 code for comprehensive coverage of languages

L'ISO 639-3 ha l'obiettivo di costruire un indice generale e il più dettagliato possibile, che comprenda qualunque tipo di lingua naturale esistente al mondo. 
L'indice ISO 639-3 assegna codici di 3 lettere (alpha-3) a un vasto catalogo di lingue moderne, antiche, estinte e persino artificiali, per un totale di 7776 elementi.
L'ISO 639-3 è progettato per non entrare in conflitto con l'ISO 639-2. Per questo, tutti gli elementi presenti nell'ISO 639-2 sono dotati di un nuovo codice identificativo (ad eccezione delle famiglie linguistiche, escluse dall'ISO 639-3 e reintrodotte solo nel più tardo ISO 693-5). 
| lingua        | codice 639-1 | codice 639-2 | Dominio 639-3 | codice 639-3 |
| ------------- | ------------ | ------------ | ------------- | ------------ |
| Inglese       | en           | eng          | a sé stante   | eng          |
| Tedesco       | de           | ger/deu      | a sé stante   | deu          |
| Arabo         | ar           | ara          | macrolingua   | ara          |
| Arabo         | ar           | ara          | a sé stante   | arb + altri  |
| Lingua cinese | zh           | chi/zho      | macrolingua   | zho          |
| Mandarino     | zh           | chi/zho      | a sé stante   | cmn          |
| Cantonese     | zh           | chi/zho      | a sé stante   | yue          |
| Min Nan       | zh           | chi/zho      | a sé stante   | nan          |

L'ISO 639-3 è stato pubblicato nel 2007.

### Novità dell'ISO 639-3
L'ISO 639-3 rappresenta un tentativo di costruzione di un indice delle lingue assai più dettagliato, che come i precedenti tiene conto della letteratura prodotta nelle varie lingue, ma si differenzia nel cercare di rendere conto in maniera più articolata della situazione concreta delle lingue parlate. Le principali caratteristiche dell'ISO 639-3 sono:
- L'inserimento nell'indice di molte più macro-lingue. Questo comprende sia nuovi elementi, sia elementi già codificati in precedenza. Nello specifico, vi sono 56 elementi che nell'ISO 639-2 erano catalogati come lingue, e che nell'ISO 639-3 sono stati invece catalogati come macro-lingue. Ciò fa sì che in determinati contesti una lingua, che in precedenza veniva considerato come semplice variante di una lingua ISO 639-2, secondo lo standard ISO 639-3 può essere considerata una lingua a sé stante.
- La differenza di trattamento riservata alle famiglie linguistiche, una cui prima indicizzazione era stata già intrapresa con l'ISO 639-2. Questi elementi sono stati totalmente esclusi dall'ISO 639-3, che si concentra esclusivamente su lingue e macro-lingue. Le famiglie linguistiche sono re-indicizzate solo con il successivo ISO 639-5.

## ISO 639-4
- ISO 639-4:2010: Codici per la rappresentazione dei nomi delle lingue -- Parte 4: Linee guida e principi generali di implementazione per la codifica delle lingue

Questo documento stabilisce le linee guida per l'utilizzo dell'ISO 639, e contiene i criteri per l'attribuzione dei codici linguistici. Anche le sezioni 1, 2, 3 e 5 dell'ISO 639 contengono istruzioni relative a come applicare lo standard, ma la sezione 4 intende fornire una descrizione complessiva ed esaustiva delle regole di utilizzo e delle linee guida presupposte da questa codifica ISO. 
Il documento è stato pubblicato nel 2010.

## ISO 639-5
- ISO 639-5:2008: Codici per la rappresentazione dei nomi delle lingue -- Parte 5: Alpha-3 code. Codifica per le famiglie ed i gruppi linguistici

L'ISO 639-5 utilizza codici di 3 lettere (alpha-3) per codificare un totale di 114 famiglie linguistiche e gruppi linguistici, siano essi viventi o estinti. Premesso che lo standard codifica soltanto una minima parte di tutte le famiglie linguistiche adoperate dalla linguistica, va precisato che il documento presuppone le seguenti definizioni:
- famiglia di lingue (language family): "due o più lingue a sé stanti aventi un antenato comune";
- gruppo linguistico (linguistic group): "due o più lingue a sé stanti alle quali, in determinate circostanze, è lecito riferirsi come se fossero un'entità unica".

In particolare, secondo l'ISO 639-5 gli appartenenti a un gruppo linguistico non devono essere necessariamente linguisticamente correlati. Con l'espressione "in determinate circostanze" si intende che le due lingue possono essere caratterizzate da vicinanza geografica, affinità di utilizzo, o venire raggruppati seguendo categorie e criteri che prescindono da quelli strettamente linguistici.
Lo standard è stato pubblicato nel 2008. Per un tentativo di codificare le famiglie linguistiche in maniera più esaustiva, si può vedere lo standard ISO 639-6.

## ISO 639-6
- ISO 639-6:2009: Codici per la rappresentazione dei nomi delle lingue -- Parte 6: Alpha-4 code. Per una codifica generale delle varianti linguistiche

L'ISO 639-6 utilizzava codici identificativi di 4 lettere (alpha-4) e nomi specifici per costruire un indice generale delle famiglie linguistiche, delle singole lingue e delle singole varianti linguistiche riconosciute all'interno di ciascuna lingua identificata, siano esse linguae viventi, estinte o artificiali. Lo standard includeva anche i gruppi linguistici, secondo la stessa definizione che ne era stata data nell'ISO 639-5.
La grande novità dello standard ISO 639-6 stava nell'esser stato progettato avendo in mente l'inserimento delle cosiddette varietà linguistiche: l'indice era stato progettato per codificare tutte le varianti linguistiche attualmente conosciute, e per garantire spazio sufficiente a future espansioni e nuovi inserimenti. Il codice avrebbe dovuto assicurare la compatibilità "all'indietro" con i codici ISO 639 precedentemente già pubblicati.
Lo standard è stato pubblicato nel 2009, ma è stato ritirato nel 2014. Allo stato attuale, pertanto, il tentativo più generale di attribuire codici identificativi alle lingue conosciute rimane l'ISO 639-3.